# Ko Gi-hyun
Ko Gi-hyun (kor. 고기현; * 11. Mai 1986 in Seoul) ist eine ehemalige südkoreanische Shorttrackerin.
Ko gewann 2002 bei den Olympischen Winterspielen in Salt Lake City Gold über 1500 m und Silber über 1000 m. Sie gewann bei den Weltmeisterschaften im gleichen Jahr in Montreal mit der Staffel Gold und zudem drei Silbermedaillen und eine Bronzemedaille. Bei den Teamweltmeisterschaften 2002 gewann sie zudem in Milwaukee Gold. Dies konnte sie noch 2003 und 2004 wiederholen. 2004 gewann sie zudem Gold mit der Staffel bei der WM in Göteborg.
Im Jahre 2021 wurde sie zur Direktorin der Korea Skating Union (KSU) gewählt.

## Ehrungen
- 2008: Medaille „Blue Dragon“ der Republik Korea.[1]